# Гумбольдт (округ, Айова)
Шаблон:StateAbbr_ 42°46′38″ пн. ш. 94°12′15″ зх. д. / 42.777222222222° пн. ш. 94.204166666667° зх. д.
Округ Гумбольдт (англ. Humboldt County) — округ (графство) у штаті Айова, США. Ідентифікатор округу 19091.

## Історія
Округ утворений 1857 року.

## Демографія
За даними перепису
2000 року
загальне населення округу становило 10381 осіб, зокрема міського населення було 5210, а сільського — 5171.
Серед мешканців округу чоловіків було 5077, а жінок — 5304. В окрузі було 4295 домогосподарств, 2884 родин, які мешкали в 4645 будинках.
Середній розмір родини становив 2,94.
Віковий розподіл населення поданий у таблиці:
| Стать    | До 15 років | 15-21 | 22-29 | 30-39 | 40-49 | 50-65 | 65-85 | Понад 85 |
| -------- | ----------- | ----- | ----- | ----- | ----- | ----- | ----- | -------- |
| Чоловіки | 1061        | 530   | 368   | 592   | 827   | 800   | 809   | 90       |
| Жінки    | 974         | 490   | 340   | 616   | 778   | 826   | 1040  | 240      |

## Суміжні округи
- Кошут — північ
- Райт — схід
- Вебстер — південь
- Покахонтас — захід

## Виноски
1. ↑  U.S. Decennial Census. United States Census Bureau. Архів оригіналу за 26 квітня 2015. Процитовано 17 липня 2014.
2. ↑  Historical Census Browser. University of Virginia Library. Архів оригіналу за 11 серпня 2012. Процитовано 17 липня 2014.
3. ↑  Population of Counties by Decennial Census: 1900 to 1990. United States Census Bureau. Архів оригіналу за 22 квітня 2014. Процитовано 17 липня 2014.
4. ↑  Census 2000 PHC-T-4. Ranking Tables for Counties: 1990 and 2000 (PDF). United States Census Bureau. Архів оригіналу (PDF) за 18 грудня 2014. Процитовано 17 липня 2014.
5. ↑  State & County QuickFacts. United States Census Bureau. Архів оригіналу за 7 червня 2011. Процитовано 17 липня 2014.(англ.) Наведено за англійською вікіпедією.
6. ↑  American FactFinder. Бюро перепису населення США. Архів оригіналу за 21 травня 2008. Процитовано 31 січня 2008.

| США | Це незавершена стаття з географії США. Ви можете допомогти проєкту, виправивши або дописавши її. |